# Temecla bennetti
Temecla bennetti is een vlinder uit de familie van de Lycaenidae. De wetenschappelijke naam van de soort werd als Thecla bennetti in 1913 gepubliceerd door Dyar.